# モーニングアフター
『モーニングアフター』（原題：The Morning After）は、1986年制作のアメリカ合衆国のサスペンス映画。シドニー・ルメット監督。ジェーン・フォンダ、ジェフ・ブリッジスらが出演。ジェーン・フォンダは第59回アカデミー賞で主演女優賞にノミネートされた。

## あらすじ
女優のアレックスは酔いつぶれて深い眠りから醒めると見知らぬ部屋におり、さらに隣には見知らぬ男の死体が横たわっていた。男は悪評高いカメラマンのボビーで、そこは彼の住まい兼スタジオだった。
アレックスは慌てて逃げ出すが、何故かボビーの死体はアレックスの部屋で発見され、彼女は指名手配されてしまう。
アレックスは別居中の夫ジャッキーや、途中で知り合った元刑事の男ターナーの協力を得て自身の無実を証明しようとするが、やがて意外な真相を知る…。

## キャスト
| 役名           | 俳優                       | 日本語吹替   |
| -------------- | -------------------------- | ------------ |
| アレックス     | ジェーン・フォンダ         | 田島令子     |
| ターナー       | ジェフ・ブリッジス         | ささきいさお |
| ジャッキー     | ラウル・ジュリア           | 有本欽隆     |
| イザベル       | ダイアン・サリンジャー     |              |
| グリーンバウム | リチャード・フォロンジー   |              |
| ボビー         | ジェフリー・スコット       |              |
| フランキー     | ジェームズ・ハーク         |              |
| レッド         | キャスリーン・ウィルホイト |              |
|                | キャシー・ベイツ           |              |

日本語吹替：初回放送1991年4月25日『木曜洋画劇場』